# Derevizj
Derevizj (ryska: Деревиж) är ett vattendrag i Belarus.   Det ligger i voblasten Vitsebsks voblast, i den nordöstra delen av landet, 210 km öster om huvudstaden Minsk.
Trakten runt Derevizj består till största delen av jordbruksmark. Runt Derevizj är det ganska tätbefolkat, med 104 invånare per kvadratkilometer.